# 楠恭
楠 恭（くすのき きょう、1915年11月17日 - 2000年4月8日）は、浄土真宗の僧、仏教研究者。
富山県小矢部市出身。1942年大谷大学宗教学科卒。寺僧を務めながら妙好人について研究。東京本願寺学院教授。1999年仏教伝道文化賞受賞。

## 著書
- 『妙好人随聞』光雲社 1987
- 『親鸞と妙好人の信心』津田和良監修 曾田秀明 2000
- 『妙好人を語る』日本放送出版協会 NHKライブラリー 2000

### 編共著
- 浅原才市『妙好人才市の歌』第1-2 編 法蔵館 1949-77
- 『妙好人物種吉兵衛語録』編著 文一出版 1974
- 『妙好人の世界』金光寿郎共著 法蔵館 1991

### 翻訳
- 鈴木大拙『日本仏教の底を流れるもの』訳 大谷出版社 1950　法蔵館、1991

## 注
1. ↑  『人物物故大年表』
2. ↑  『現代日本人名録』1987年
3. ↑  『妙好人を語る』著者紹介